# زانتوپترین
زانتوپترین (به انگلیسی: Xanthopterin) با فرمول شیمیایی C۶H۵N۵O۲ یک ترکیب شیمیایی با شناسه پاب‌کم ۸۳۹۷ است. 